# Maëlle Ricker
Maëlle Danica Ricker (ur. 2 grudnia 1978 w North Vancouver) – kanadyjska snowboardzistka specjalizująca się w snowcrossie, mistrzyni olimpijska i dwukrotna medalistka mistrzostw świata.

## Kariera
W zawodach Pucharu Świata zadebiutowała 14 grudnia 1996 roku w Whistler, zajmując drugie miejsce w halfpipe'ie. Tym samym już w swoim debiucie nie tylko wywalczyła pierwsze pucharowe punkty, ale od razu stanęła na podium. W zawodach tych rozdzieliła dwie rodaczki: Nataszę Zurek i Tarę Teigen. Najlepsze wyniki osiągnęła w sezonie 2009/2010, kiedy to zwyciężyła w klasyfikacji generalnej, a w klasyfikacji snowcrossu zdobyła Małą Kryształową Kulę. Najlepsza w snowcrossie była też w sezonie 2007/2008. Ponadto w sezonach 2005/2006, 2008/2009 i 2011/2012 była druga w klasyfikacji snowcrossu, a w sezonie 2006/2007 zajęła w niej trzecie miejsce. Ricker wywalczyła też trzecie miejsce w klasyfikacji halfpipe’a w sezonu 1996/1997.
W 2005 roku wystąpiła na mistrzostwach świata w Whistler, zdobywając brązowy medal w snowcrossie. W zawodach tych wyprzedziły ją jedynie Lindsey Jacobellis z USA. Podczas rozgrywanych osiem lat później mistrzostw świata w Stoneham zdobyła złoty medal, wyprzedzając kolejną Kanadyjkę, Dominique Maltais i Helene Olafsen z Norwegii. Była też między innymi czwarta na mistrzostwach świata w San Candido (1997), mistrzostwach świata w Gangwon (2009) i mistrzostwach świata w La Molina (2011). W międzyczasie wystąpiła na igrzyskach olimpijskich w Vancouver, gdzie triumfowała w snowcrossie, wyprzedzając Francuzkę Déborah Anthonioz oraz Olivię Nobs ze Szwajcarii. Na rozgrywanych cztery lata wcześniej igrzyskach w Turynie była czwarta w tej samej konkurencji, przegrywając walkę o medal z Dominique Maltais. Zajęła również piąte miejsce w halfpipe’ie na igrzyskach olimpijskich w Nagano w 1998 roku.
W dniu 5 listopada 2015 roku tuż przed rozpoczęciem sezonu 2015/16 ogłosiła, że przechodzi na sportową emeryturę. Decyzję tę podjęła z powodu przewlekłej kontuzji kolana, której nabawiła się podczas igrzysk w Soczi.

## Osiągnięcia

### Igrzyska olimpijskie
| Miejsce | Dzień     | Rok  | Miejscowość | Konkurencja    | Zwyciężczyni  |
| ------- | --------- | ---- | ----------- | -------------- | ------------- |
| 5.      | 12 lutego | 1998 | Nagano      | Halfpipe       | Nicola Thost  |
| 23.     | 13 lutego | 2006 | Turyn       | Halfpipe       | Hannah Teter  |
| 4.      | 17 lutego | 2006 | Turyn       | Snowboardcross | Tanja Frieden |
| 1.      | 16 lutego | 2010 | Vancouver   | Snowboardcross | -             |
| 21      | 16 lutego | 2014 | Soczi       | Snowboardcross | Eva Samková   |

### Mistrzostwa świata
| Miejsce | Dzień       | Rok  | Miejscowość          | Konkurencja    | Zwyciężczyni       |
| ------- | ----------- | ---- | -------------------- | -------------- | ------------------ |
| 11.     | 24 stycznia | 1997 | San Candido          | Halfpipe       | Anita Schwaller    |
| 4.      | 26 stycznia | 1997 | San Candido          | Snowboardcross | Karine Ruby        |
| 34.     | 27 stycznia | 2001 | Madonna di Campiglio | Halfpipe       | Doriane Vidal      |
| 8.      | 28 stycznia | 2001 | Madonna di Campiglio | Snowboardcross | Karine Ruby        |
| 7.      | 16 stycznia | 2003 | Kreischberg          | Halfpipe       | Doriane Vidal      |
| 3.      | 16 stycznia | 2005 | Whistler             | Snowboardcross | Lindsey Jacobellis |
| 12.     | 22 stycznia | 2005 | Whistler             | Halfpipe       | Doriane Vidal      |
| 5.      | 14 stycznia | 2007 | Arosa                | Snowboardcross | Lindsey Jacobellis |
| 4.      | 18 stycznia | 2009 | Gangwon              | Snowboardcross | Helene Olafsen     |
| 4.      | 18 stycznia | 2011 | La Molina            | Snowboardcross | Lindsey Jacobellis |
| 1.      | 26 stycznia | 2013 | Stoneham             | Snowboardcross | -                  |

### Puchar Świata

#### Miejsca w klasyfikacji generalnej
- sezon 1996/1997: 13.
- sezon 1997/1998: 38.
- sezon 1998/1999: 19.
- sezon 1999/2000: 44.
- sezon 2000/2001: 22.
- sezon 2001/2002: -
- sezon 2002/2003: -
- sezon 2003/2004: 12.
- sezon 2004/2005: -
- sezon 2005/2006: 5.
- sezon 2006/2007: 18.
- sezon 2007/2008: 5.
- sezon 2008/2009: 4.
- sezon 2009/2010: 1.
  - SBX[1]
- sezon 2010/2011: 6.
- sezon 2011/2012: 2.
- sezon 2012/2013: 4.
- sezon 2013/2014: 13.

### Zwycięstwa w zawodach
1. Whistler – 13 stycznia 1998 (snowcross)
2. Whistler – 11 stycznia 1999 (snowcross)
3. Whistler – 12 stycznia 1999 (halfpipe)
4. Kronplatz – 19 stycznia 2001 (snowcross)
5. Valle Nevado – 13 września 2002 (halfpipe)
6. Furano – 17 lutego 2007 (snowcross)
7. Valle Nevado – 29 września 2007 (snowcross)
8. Sungwoo – 15 lutego 2008 (snowcross)
9. Gujo-Gifu – 22 lutego 2008 (snowcross)
10. Sunday River – 28 lutego 2009 (snowcross)
11. Valmalenco – 20 marca 2009 (snowcross)
12. Chapelco – 12 września 2009 (snowcross)
13. Telluride – 19 grudnia 2009 (snowcross)
14. Stoneham – 21 stycznia 2010 (snowcross)
15. Stoneham – 21 stycznia 2012 (snowcross)
16. Valmalenco – 14 marca 2012 (snowcross)

#### Pozostałe miejsca na podium w zawodach
1. Whistler – 14 grudnia 1996 (halfpipe) – 2. miejsce
2. Kreischberg – 19 stycznia 1997 (halfpipe) – 3. miejsce
3. Mont-Sainte-Anne – 2 lutego 1997 (halfpipe) – 3. miejsce
4. Mount Bachelor – 9 lutego 1997 (snowcross) – 3. miejsce
5. San Candido – 16 stycznia 1998 (halfpipe) – 3. miejsce
6. L’Alpe d’Huez – 13 stycznia 2002 (halfpipe) – 2. miejsce
7. Tandådalen – 17 marca 2005 (snowcross) – 3. miejsce
8. Valle Nevado – 17 września 2005 (snowcross) – 2. miejsce
9. Valle Nevado – 18 września 2005 (snowcross) – 2. miejsce
10. Bad Gastein – 5 stycznia 2006 (snowcross) – 3. miejsce
11. Valle Nevado – 26 września 2007 (snowcross) – 2. miejsce
12. Chapelco – 13 września 2008 (snowcross) – 3. miejsce
13. Lake Placid – 1 marca 2008 (snowcross) – 2. miejsce
14. Stoneham – 7 marca 2008 (snowcross) – 2. miejsce
15. Stoneham – 19 lutego 2009 (snowcross) – 3. miejsce
16. Veysonnaz – 15 stycznia 2010 (snowcross) – 3. miejsce
17. Valmalenco – 12 marca 2010 (snowcross) – 2. miejsce
18. La Molina – 19 marca 2010 (snowcross) – 3. miejsce
19. Telluride – 17 grudnia 2010 (snowcross) – 3. miejsce
20. Blue Mountain – 8 lutego 2012 (snowcross) – 3. miejsce
21. Telluride – 14 grudnia 2012 (snowcross) – 2. miejsce
22. Arosa – 9 marca 2013 (snowcross) – 3. miejsce
23. Sierra Nevada – 21 marca 2013 (snowcross) – 3. miejsce

- W sumie (16 zwycięstw, 9 drugich i 14 trzecich miejsc).